# Ich kauf mir lieber einen Tirolerhut (Film)
Ich kauf mir lieber einen Tirolerhut ist ein deutscher Heimat- und Schlagerfilm von Hans Billian aus dem Jahr 1965. In den Hauptrollen agieren Hannelore Auer, Manfred Schnelldorfer, Margitta Scherr, Maria Brockerhoff, Gus Backus, Hubert von Meyerinck und Kurt Liederer.

## Handlung
Hutfabrikant Hubert Krempe ist wütend: Seine Firma macht keinen Umsatz mehr, da „jeder Mensch nur einen Kopf hat“. Als dann auch noch sein Angestellter Gunther Kleinhirsch zwei Tage später aus dem Urlaub in Tirol zurückkommt, als vereinbart war, entlässt er ihn. Krempe entscheidet sich jedoch um, als er sieht, dass Gunther einen Tirolerhut trägt, den ihm seine Freundin Zenzi als Andenken mitgegeben hat. Da Tirolerhüte in der Großstadt praktisch unbekannt sind, will Krempe nun diese Hüte produzieren. Er schickt Gunther zu Recherche- und Werbemaßnahmen zurück nach Tirol. Gunther entführt kurzerhand auch seinen Freund, den Komponisten Gerd Raupach, als dieser nicht mitkommen, sondern lieber mit seiner Freundin Lucy Barner im Tonstudio arbeiten möchte. Im Tiroler Dorf Kirchberg angekommen, ist Gerd zunächst nicht begeistert, findet jedoch schon bald Gefallen an der Journalistin Karin Leisner. Unterdessen planen Lucy und Evelyn Krempe, die Tochter des Hutfabrikanten, in Kirchbach nach dem Rechten zu sehen. Lucy vermutet, dass ihr Gerd fremdgeht, während Evelyn sich sicher ist, dass Gunther weniger arbeitet, als vielmehr Zeit mit seiner Freundin Zenzi zu verbringen. Beide Frauen sehen sich nach der Ankunft bestätigt und Lucy trennt sich von Gerd. Da sie Karin gegenüber durchblicken lassen hat, mit Gerd verlobt zu sein, fühlt diese sich hintergangen und lehnt nun ebenfalls jeden weiteren Kontakt mit dem Komponisten ab.
Gerd arbeitet mit Gunther an einem Werbelied für den Tirolerhut, das den passenden Titel Ich kauf mir lieber einen Tirolerhut erhält. Dabei hilft ihnen der schüchterne Manfred Ratschenkofer, der Schlagzeug spielt, eigentlich aber in der Filzfabrik seiner Mutter arbeiten muss. Lieber wäre er Musiker. Manfred trifft auf Evelyn, die sich ihm als Weltreisende vorstellt, woraufhin er behauptet, Musiker zu sein. Schnell wird aus beiden ein Paar. Auch Gunther und die nun freie Lucy kommen sich näher, während Gerd vergeblich versucht, Karin zurückzugewinnen. Auch im Dorf gibt es Unfrieden, der von der Ratschenkoferin ausgeht. Gunther will für den Tirolerhut eine besondere Werbemaßnahme starten. Dafür hat er verschiedene Schönheitsköniginnen nach Kirchberg eingeladen, die im Bikini den Tirolerhut präsentieren sollen. Die Ratschenkoferin befürchtet nicht nur einen Sittenverfall im Dorf, sondern auch, dass die Tradition des Tirolerhuts von Fremden missbraucht werden wird. Sie versucht zunächst den Schützenverein gegen die geplante Veranstaltung aufzubringen, doch zeigen sich die Herren von der Idee leichtbekleideter Frauen mit Tirolerhüten sehr angetan. Erst die Frauen des Schützenvereins zeigen sich empört. Kurz vor der Veranstaltung entführen sie die Models und sperren sie in einen Heuschober. Eilig disponieren Gunther und seine Freunde um. Als Models springen nun Zenzi, Lucy, Evelyn und auch die mit Gerd versöhnte Karin ein.
Hubert versucht dennoch, die Veranstaltung mit den richtigen Models zu retten. Er vereinbart mit der Ratschenkoferin einen Handel, der vorsieht, dass ihre Filzfabrik zukünftig das Material für die Krempe’schen Hüte liefern soll. Zudem stimmen beide der Ehe ihrer Kinder Evelyn und Manfred zu, die schon heimlich miteinander fliehen wollten. Als die Ratschenkoferin die gefangenen Models befreien will, wird sie von den Frauen des Schützenvereins ebenfalls in den Stadel gesperrt. Alle Frauen können jedoch rechtzeitig entkommen und erscheinen in letzter Sekunde auf dem Fest, auf dem die Tirolerhüte vorgestellt werden. Natürlich wird auch der fertige Schlager „Ich kauf mir lieber einen Tirolerhut“ lauthals gesungen. Am Ende finden sich die Paare Lucy und Gunther, Evelyn und Manfred sowie Karin und Gerd.

## Produktion, Veröffentlichung
Die Dreharbeiten zu Ich kauf mir lieber einen Tirolerhut fanden in Kirchberg in Tirol sowie in den Bavaria Filmstudios statt. Die Bauten stammten von Wolf Englert und Bruno Monden.
Im Film sind folgende Schlager zu hören:
- Billy Mo: Ich kauf mir lieber einen Tirolerhut
- Peggy March: Hallo Boy
- Peppino di Capri: Oh mia Angelina
- Teddy Parker: Oho Renata
- Roy Etzel: Blues d’amour (instrumental)
- Manfred Schnelldorfer: Baby, Baby, Baby
- Hannelore Auer: Treu muss er sein
- Gus Backus: Wonderful Girl
- Hannelore Auer und Manfred Schnelldorfer: Liebelei

Der Film hatte in der Bundesrepublik Deutschland am 30. September 1965 Premiere. In Dänemark wurde er unter dem Titel Du burde købe dig en tyrolerhat am 17. Juli 1970 veröffentlicht.
Alive – Vertrieb und Marketing veröffentlichte den Film innerhalb der Reihe „Juwelen der Filmgeschichte“ am 21. August 2015 auf DVD.

## Kritik
Der film-dienst bezeichnete das Werk als einen „Konfektionsfilm um die Entstehung des gleichnamigen Schlagers. Viel Musik, einige Stars und viele, die es werden möchten, sollen die fehlenden Ideen ersetzen. Fade Unterhaltung ohne jeden Schwung.“ Ins gleiche Horn bläst der Evangelische Film-Beobachter: „Ohne jede handwerkliche Mühe zusammengebastelte Parade von Stars der leichten Unterhaltungsmusik, die man sich auf jeden Fall sparen kann.“
Auf der Seite Remember it for later verwies man darauf, dass der dritte Spielfilm von Hans Billian sich „exakt aus den gleichen Elementen“ zusammensetze wie etwas Grimms Wenn die Musik spielt am Wörthersee, Billians eigenes Regiedebüt Übermut im Salzkammergut oder Hofbauers Tausend Takte Übermut. Wie in Grimms Film gebe Hubert von Meyerinck einen großstädtischen Unternehmer, der einen Angestellten für einen Auftrag nach Österreich schicke. Sei das am Wörthersee noch Eddie Arent gewesen, übernehme nun Gus Backus diese Funktion, der auch in den anderen Filmen agiere, ebenso wie Hannelore Auer, die wieder „für den Glamourfaktor“ sorge. Welchen dieser Schlagerfilme man nun präferiere („wenn man ihnen denn überhaupt etwas abgewinnen“ könne), sei wahrscheinlich „höchst arbiträr“. Der Wörthersee-Film sei einfach „zu brav und zu wenig schwungvoll“, die beiden Übermut-Filme zeichneten sich durch „hohes Tempo und gelungene, mit viel Drive vorgetragene Slapstick-Einlagen aus“; der Tirolerhut hingegen sei „ein bisschen schwächer“. Man merke ihm deutlich an, dass er „gewissermaßen ein Epigone sei, der Versuch, ein Erfolgsrezept noch einmal zu wiederholen“. Aber er mache trotzdem Spaß…